# Louis-Alexandre Foucher de Careil
Louis-Alexandre Foucher de Careil (1er mars 1826, Paris 1er - 10 janvier 1891, Paris 8e) est un écrivain, diplomate et homme politique français.

## Biographie
Petit-fils du général comte Louis François Foucher de Careil, il entreprit divers voyages d'études, puis s'occupa de travaux littéraires et philosophiques. Il s'est fait connaitre par l'entreprise d'une édition complète des Œuvres de Leibniz collationnées sur les manuscrits originaux conservés notamment à la bibliothèque de Hanovre, qui devait comprendre 12 volumes, et interrompue après les 7 premiers volumes, à la suite des vives critiques que leur a suscité leur piètre qualité.
Il se présenta, en 1861, comme candidat au conseil général du Calvados pour le canton de Dozulé, où il possédait des propriétés. L'appui du gouvernement impérial, dont il s'était réclamé en rappelant « qu'il était le seul candidat décoré de la main de l'empereur », ne lui avait pas fait défaut ; pourtant il prit, une fois élu, une attitude d'opposition qui lui attira quelques démêlés avec les autorités. Il fit, par exemple, à Paris, des conférences qui furent interdites par le gouvernement. Après deux tentatives infructueuses comme candidat au Corps législatif, en 1863, puis en 1869, dans la 1re circonscription du Calvados, contre Germiny, candidat officiel, Foucher de Careil partit pour les États-Unis.
De retour en France au moment de la guerre franco-allemande de 1870, il fut directeur-général des ambulances des légions mobilisées de la Bretagne. Ensuite, le gouvernement de Versailles le nomma préfet des Côtes-du-Nord (23 mars 1871), puis préfet de Seine-et-Marne (8 mai 1872), et le promut au grade d'officier de la Légion d'honneur le 7 septembre 1871. Rallié à la République conservatrice, Foucher de Careil fut révoqué de ses fonctions de préfet, le 24 mai 1873, lors de l’élection présidentielle, qui a porté le maréchal Mac Mahon au pouvoir en remplacement d’Adolphe Thiers, qui avait démissionné de la présidence de la République le jour-même. Sollicitant de nouveau les suffrages des électeurs, il échoua dans les Côtes-du-Nord en 1875, comme républicain modéré, contre Kerjégu, légitimiste. Aux élections sénatoriales du 30 janvier 1876, Foucher de Careil posa avec plus de succès sa candidature dans le département de Seine-et-Marne. Il fut élu sénateur et alla siéger au centre gauche de la Chambre haute.
Le 4 août 1883, il fut nommé ambassadeur de France en Autriche-Hongrie. Il ne cessa de voter, durant les apparitions qu'il fit au Sénat, avec la majorité de gauche, mais il donna sa démission d'ambassadeur après le vote, par le Sénat, de la loi sur l'expulsion des princes (juin 1886). En 1890, il fut président de la commission générale des douanes et président de la commission chargée d'étudier le projet de loi sur les sociétés coopératives de production et de consommation. Il fut réélu au Sénat le 4 janvier 1891.
Membre de la Société nationale d'agriculture et de la Société d'économie politique, Foucher de Careil est commandeur de la Légion d'honneur, décoré des ordres des Saints-Maurice-et-Lazare, de l'Étoile polaire de Suède, grand-croix de Saint-Étienne de Hongrie, etc.
Il est un ancêtre de la journaliste Lorraine de Foucher.

## Publications
- Dante, traduit par Lamennais, Paris, 1853.
- Réfutation inédite de Spinoza par Leibniz, Paris, 1854.
- Nouvelles lettres et opuscules inédits de Leibniz, précédés d'une introduction, Paris, 1857.
- Lettres de Leibniz, Bossuet, Pellisson, Molanus et Spinola pour la réunion des protestants et des catholiques, Paris, 1859.
- Œuvres inédites de Descartes, précédées d'une introduction sur la méthode, 2 vol., Paris, 1859-60.
- Œuvres de Leibniz publiées pour la première fois d'après les manuscrits originaux, avec notes et introductions, Paris, Firmin Didot, 1861-1875, 7 vol. (lire en ligne).
- Leibniz, la Philosophie juive et la cabale. Trois lectures avec les manuscrits inédits de Leibniz, Paris, 1861.
- Descartes et la princesse Palatine, ou De l'influence du cartésianisme sur les femmes au XVIIe siècle, Paris, Durand, 1862, in-8º, 129 p.
- Hegel et Schopenhauer : études sur la philosophie allemande moderne depuis Kant jusqu'à nos jours, Paris, L. Hachette, 1862, xxxix-386 p., in-8º.
- Mémoire sur le projet d'expédition en Égypte présenté par Leibniz à Louis XIV, Paris, 1864.
- Descartes, la princesse Élisabeth et la reine Christine d'après des lettres inédites, Paris, 1879.

### Œuvres politiques
- La Liberté des haras et la crise chevaline en 1864, Paris, Édouard Dentu, 1864, in-8º, 95 p.
- Le Luxembourg à la Belgique, avec pièces justificatives, Paris, Édouard Dentu, 1867, in-8º, 56 p.
- Les habitations ouvrières et les constructions civiles, 1868.
- Aux viticulteurs, 1870.

## Sources
- « Louis-Alexandre Foucher de Careil », dans Adolphe Robert et Gaston Cougny, Dictionnaire des parlementaires français, Edgar Bourloton, 1889-1891 [détail de l’édition]